# Pont des Cieutats
Die Pont des Cieutats ist eine im Kern mittelalterliche Straßenbrücke in Villeneuve-sur-Lot im Département Lot-et-Garonne (Frankreich), die den Fluss Lot überquert und die Rue des Cieutats mit der Rue de Pujols verbindet. Zur Unterscheidung von der rund 200 m flussaufwärts stehenden Pont de la Libération wird sie auch Pont-Vieux genannt.

## Geschichte
Die Brücke wurde in den Jahren 1282 bis 1289 von englischen Maurermeistern als Steinbogenbrücke mit vier Bögen und drei Türmen erbaut. Am Ende der Brücke wurde eine Kapelle, die Chapelle Notre-Dame-du-bout-du-pont (Marienkapelle am Ende der Brücke) errichtet. Im Jahre 1600 führte ein Hochwasser zum Einsturz der beiden nördlichen Bögen und der Kapelle. Um bei einem neuerlichen Hochwasser den Wasserdruck auf die Brücke gering zu halten, entschloss man sich, die eingestürzten Bögen durch einen einzigen großen Bogen mit einer Spannweite von 36 m zu ersetzen. Dieser neue Bogen und die wieder errichtete Kapelle wurden 1643 eingeweiht.
Die Brücke und die zu ihr führende Straße wurden nach dem Bürgermeister und seinem Sohn benannt, die 1585 während der Hugenottenkriege die Stadt gegen Margarete von Valois verteidigten.
1876 wurde die Brücke verbreitert, in dem die breite steinerne Balustrade durch ein schmaleres Eisengeländer ersetzt wurde.
1951 wurde sie unter Denkmalschutz gestellt.

## Beschreibung
Die Pont des Cieutats ist heute eine zweispurige Straßenbrücke mit zwei schmalen Gehwegen. Der große, 36 m weite Bogen aus dem 17. Jahrhundert stützt sich auf ein weit in den Fluss hineingebautes Widerlager sowie auf einen eigenen Pfeiler im Fluss ab, mit dem vermieden wird, dass die alten, mittelalterlichen Pfeiler der kleineren Öffnungen zu stark belastet werden. Dies führte andererseits zu einer ungewöhnlichen, spaltartigen Öffnung in der Mitte des Flusses.